# Filippo Pozzato
Filippo Pozzato (ur. 10 września 1981 w Sandrigo) – włoski kolarz szosowy występujący w profesjonalnym zespole Southeast-Venezuela. 

## Najważniejsze osiągnięcia
- 2003
  - 1. miejsce w Trofeo Laigueglia
- 2004 
  - 1. miejsce w Trofeo Laigueglia
  - 1. miejsce na 7. etapie Tour de France
- 2003 
  - 1. miejsce w Tirreno-Adriatico
- 2005 
  - 1. miejsce w Vattenfall Cyclassics
  - 1. miejsce w Giro del Lazio
  - 1. miejsce na 2. etapie Deutschland Tour
- 2006 
  - 1. miejsce w Mediolan-San Remo
- 2007 
  - 1. miejsce w Omloop Het Volk
  - 1. miejsce na 5. etapie Tour de France
  - 1. miejsce w Trofeo Matteotti
- 2009 
  - 1. miejsce w E3 Prijs Vlaanderen
  -  1. miejsce w mistrzostwach Włoch w wyścigu ze startu wspólnego
  - 1. miejsce w Giro del Veneto
  - 1. miejsce w Coppa Placci
- 2010
  - 1. miejsce na 12. etapie Giro d'Italia
- 2011
  - 1. miejsce w Gran Premio Bruno Beghelli
- 2012
  - 2. miejsce w Ronde van Vlaanderen
  - 1. miejsce w GP Industria & Artigianato di Larciano
- 2013
  - 1. miejsce w GP Ouest-France
  - 1. miejsce w Trofeo Laigueglia
  - 1. miejsce w Coppa Ugo Agostoni
  - 2. miejsce w Roma Maxima
  - 3. miejsce w Gran Premio Costa degli Etruschi
  - 5. miejsce w Grand Prix Cycliste de Montréal
- 2014
  - 2. miejsce w Coppa Bernocchi